# Japan op de Olympische Zomerspelen 1976
Japan nam deel aan de Olympische Zomerspelen 1976 in Montréal, Canada.

## Medailleoverzicht
| Sport         | Olympiër | Onderdeel                | Medaille |
| ------------- | --- | ------------------------ | -------- |
| Judo          | Isamu Sonoda | -80kg (m)                | Goud     |
| Judo          | Kazuhiro Ninomiya | -93kg (m)                | Goud     |
| Judo          | Haruki Uemura | open klasse (m)          | Goud     |
| Turnen        | Shun Fujimoto Sawao Kato Hiroshi Kajiyama Mitsuo Tsukahara Eizo Kenmotsu                                                                                                 | meerkamp team (m)        | Goud     |
| Turnen        | Mitsuo Tsukahara | rekstok (m)              | Goud     |
| Turnen        | Sawao Kato | brug (m)                 | Goud     |
| Volleybal     | Yuko Arakida Takako Iida Katsuko Kanesaka Kiyomi Kato Echiko Maeda Noriko Matsuda Mariko Okamoto Takako Shirai Shoko Takayanagi Hiromi Yano Juri Yokoyama Mariko Yoshida | zaal (v)                 | Goud     |
| Worstelen     | Yuji Takada | -52kg vrije stijl (m)    | Goud     |
| Worstelen     | Jiichiro Date | -74kg vrije stijl (m)    | Goud     |
| Boogschieten  | Hiroshi Michinaga | individueel (m)          | Zilver   |
| Judo          | Koji Kuramoto | -70kg (m)                | Zilver   |
| Turnen        | Sawao Kato | individuele meerkamp (m) | Zilver   |
| Turnen        | Eizo Kenmotsu | rekstok (m)              | Zilver   |
| Turnen        | Mitsuo Tsukahara | sprong (m)               | Zilver   |
| Turnen        | Eizo Kenmotsu | paard voltige (m)        | Zilver   |
| Gewichtheffen | Kenkichi Ando | -56kg (m)                | Brons    |
| Gewichtheffen | Kazumasa Hirai | -60kg (m)                | Brons    |
| Judo          | Sumio Endo | +93kg (m)                | Brons    |
| Turnen        | Mitsuo Tsukahara | individuele meerkamp (m) | Brons    |
| Turnen        | Mitsuo Tsukahara | brug (m)                 | Brons    |
| Turnen        | Hiroshi Kajiyama | sprong (m)               | Brons    |
| Worstelen     | Akira Kudo | -48kg vrije stijl (m)    | Brons    |
| Worstelen     | Masao Arai | -57kg vrije stijl (m)    | Brons    |
| Worstelen     | Yasaburo Sugawara | -68kg vrije stijl (m)    | Brons    |
| Worstelen     | Koichiro Hirayama | -52kg Grieks-Romeins (m) | Brons    |

## Deelnemers en resultaten per onderdeel

### Atletiek
| Olympiër            | Onderdeel                | Resultaat | Prestatie                                                    |
| ------------------- | ------------------------ | --------- | ------------------------------------------------------------ |
| Masahide Jinno      | 100m (m)                 | 50e       | serie 6: 6de in 10,94                                        |
| Toshiaki Kamata     | 5000m (m)                | 22e       | serie 1: 8ste in 13.38,22                                    |
| Toshiaki Kamata     | 10000m (m)               | 21e       | serie 3: 7de in 28.36,21                                     |
| Toshiaki Kamata     | 3000m steeplechase (m)   | 17e       | serie 2: 9de in 8.37,28                                      |
| Noriyasu Mizukami   | marathon (m)             | 21e       | 2:18.44                                                      |
| Shigeru So          | marathon (m)             | 20e       | 2:18.26                                                      |
| Akio Usami          | marathon (m)             | 32e       | 2:22.29                                                      |
| Yoshio Morikawa     | 20km snelwandelen (m)    | 34e       | 1:42.20,6                                                    |
| Toshiaki Inoue      | hink-stap-springen (m)   | 16e       | kwalificatie: 16de met 16,06m                                |
| Katsumi Fukura      | hoogspringen (m)         | 17e       | kwalificatie groep B: 5de met 2,13m                          |
| Kazunori Koshikawa  | hoogspringen (m)         | 19e       | kwalificatie groep B: 6de met 2,13m                          |
| Yoshiomi Iwama      | polsstokhoogspringen (m) | DNF       | kwalificatie groep B: geen geldige sprong                    |
| Itsuo Takanezawa    | polsstokhoogspringen (m) | 8e        | kwalificatie groep B: 6de met 5,10m finale: 8ste met 5,40m   |
| Shigenobu Murofushi | kogelslingeren (m)       | 11e       | kwalificatie groep B: 3de met 68,84m finale: 11de met 68,88m |
|                     |                          |           |                                                              |
| Sumie Awara         | verspringen (v)          | 21e       | kwalificatie: 21ste met 6,04m                                |
| Mikiko Sone         | hoogspringen (v)         | 27e       | kwalificatie groep B: 11de met 1,70m                         |

### Basketbal

#### Mannen
| Olympiër | Onderdeel | Resultaat | Prestatie |
| --- | --------- | --------- | --- |
| Shigeaki Abe Nobuo Chigusa Satoshi Mori Shoji Yuki Yutaka Fujimoto Hirofumi Numata Kiyohide Kuwata Koji Yamamoto Shigeto Shimizu Fumio Saito Norihiko Kitahara Hideki Hamaguchi | mannen    | 11e       | groep A: 6de V van Canada: 76-104 V van Mexico: 90-108 V van Cuba: 56-97 V van Sovjet-Unie: 63-129 V van Australië: 79-117 9-12de plek: V van Puerto Rico: 91-111 11-12de plek: W van Egypte: 2-0 |

| Groep A |             |             |             |             |            |            |            |        |
| #       | Land        | Wedstrijden | Wedstrijden | Wedstrijden | Doelpunten | Doelpunten | Doelpunten | Punten |
| #       | Land        | G           | W           | V           | V          | T          | Saldo      | Punten |
| 1       | Sovjet-Unie | 5           | 5           | 0           | 548        | 374        | +174       | 10     |
| 2       | Canada      | 5           | 4           | 1           | 446        | 416        | +30        | 9      |
| 3       | Cuba        | 5           | 3           | 2           | 448        | 402        | +46        | 8      |
| 4       | Australië   | 5           | 2           | 3           | 472        | 481        | −9         | 7      |
| 5       | Mexico      | 5           | 1           | 4           | 461        | 511        | −50        | 6      |
| 6       | Japan       | 5           | 0           | 5           | 364        | 555        | −191       | 5      |

| Ronde        | Datum    | Plaats      | Land   | Score       | Land |
| ------------ | -------- | ----------- | ------ | ----------- | ---- |
| Groepsfase   |          |             |        |             |      |
| 18 juli      | Montréal | Canada      | 104-76 | Japan       |      |
| 19 juli      | Montréal | Mexico      | 108-90 | Japan       |      |
| 21 juli      | Montréal | Japan       | 56-97  | Cuba        |      |
| 23 juli      | Montréal | Japan       | 63-129 | Sovjet-Unie |      |
| 24 juli      | Montréal | Australië   | 117-79 | Japan       |      |
| 9-12de plek  |          |             |        |             |      |
| 25 juli      | Montréal | Puerto Rico | 111-91 | Japan       |      |
| 11-12de plek |          |             |        |             |      |
| 27 juli      | Montréal | Egypte      | 0-2    | Japan       |      |

#### Vrouwen
| Olympiër | Onderdeel | Resultaat | Prestatie |
| --- | --------- | --------- | --- |
| Kimiko Hashimoto Kazuko Kadoya Kimi Wakitashiro Mieko Fukui Miyako Otsuka Miho Matsuoka Kazuyo Hayashida Teruko Miyamoto Keiko Namai Reiko Aonuma Sachiyo Yamamoto Misako Satake | vrouwen   | 5e        | groepsfase: 5de W van Verenigde Staten: 84-71 W van Canada: 121-89 V van Tsjecho-Slowakije: 62-76 V van Bulgarije: 63-66 V van Sovjet-Unie: 75-98 |

| Groep |                   |             |             |             |        |        |        |        |
| #     | Land              | Wedstrijden | Wedstrijden | Wedstrijden | Punten | Punten | Punten | Punten |
| #     | Land              | G           | W           | V           | V      | T      | Saldo  | Punten |
| 1     | Sovjet-Unie       | 5           | 5           | 0           | 504    | 346    | +158   | 10     |
| 2     | Verenigde Staten  | 5           | 3           | 2           | 415    | 417    | -2     | 8      |
| 3     | Bulgarije         | 5           | 3           | 2           | 365    | 377    | -12    | 8      |
| 4     | Tsjecho-Slowakije | 5           | 2           | 3           | 351    | 359    | -8     | 7      |
| 5     | Japan             | 5           | 2           | 3           | 405    | 400    | +5     | 7      |
| 6     | Canada            | 5           | 0           | 5           | 336    | 477    | -141   | 5      |

| Ronde      | Datum    | Plaats           | Land   | Score             | Land |
| ---------- | -------- | ---------------- | ------ | ----------------- | ---- |
| Groepsfase |          |                  |        |                   |      |
| 19 juli    | Montréal | Verenigde Staten | 71-84  | Japan             |      |
| 20 juli    | Montréal | Japan            | 121-89 | Canada            |      |
| 22 juli    | Montréal | Japan            | 62-76  | Tsjecho-Slowakije |      |
| 23 juli    | Montréal | Bulgarije        | 66-63  | Japan             |      |
| 25 juli    | Montréal | Sovjet-Unie      | 98-75  | Japan             |      |

### Boksen
| Olympiër         | Onderdeel | Resultaat | Prestatie |
| ---------------- | --------- | --------- | --- |
| Noboru Uchizama  | -48kg (m) | 17e       | 1ste ronde: V van IRL Dunne: scheidsrechterlijke beslissing                                                      |
| Toshinori Koga   | -51kg (m) | 9e        | 1ste ronde: vrij 2de ronde: W van COL Palomo: walk-over 3de ronde: V van CUB Duvalón: 0-54                       |
| Hitoshi Ishigaki | -54kg (m) | 9e        | 1ste ronde: vrij 2de ronde: W van DOM Sanchez: gediskwalificeerd 3de ronde: V van URS Rybakov: 0-5               |
| Yukio Odagiri    | -57kg (m) | 9e        | 1ste ronde: vrij 2de ronde: W van MGL Otgonbayar: knock-out 3de ronde: V van MEX Paredes: 2-3                    |
| Yukio Segawa     | -60kg (m) | 17e       | 1ste ronde: vrij 2de ronde: V van USA Davis: 0-5                                                                 |
| Yoshioki Seki    | -67kg (m) | 9e        | 1ste ronde: W van NGR Sabo: walk-over 2de ronde: W van KOR Ju: gediskwalificeerd 3de ronde: V van CAN Rinke: 1-4 |

### Boogschieten
| Olympiër          | Onderdeel       | Resultaat | Prestatie                                                                              |
| ----------------- | --------------- | --------- | -------------------------------------------------------------------------------------- |
| Hiroshi Michinaga | individueel (m) | Zilver    | 1ste ronde: 3de met 1226 punten 2de ronde: 2de met 1276 punten totaal: 2502 punten     |
| Takanobu Nishi    | individueel (m) | 8e        | 1ste ronde: 10de met 1191 punten 2de ronde: 9de met 1231 punten totaal: 2422 punten    |
|                   |                 |           |                                                                                        |
| Minako Sato       | individueel (v) | 14e       | 1ste ronde: 17de met 1128 punten 2de ronde: 13de met 1180 punten totaal: 2308 punten   |
| Kyoko Yamazaki    | individueel (v) | 26e       | 1ste ronde: 26ste met 1060 punten 2de ronde: 26ste met 1034 punten totaal: 2094 punten |

### Gewichtheffen
| Olympiër          | Onderdeel   | Resultaat | Prestatie      |
| ----------------- | ----------- | --------- | -------------- |
| Takeshi Horikoshi | -52kg (m)   | DNF       | niet gefinisht |
| Masatomo Takeuchi | -52kg (m)   | 4e        | 232,5kg        |
| Kenkichi Ando     | -56kg (m)   | Brons     | 250kg          |
| Jiro Hosotani     | -56kg (m)   | DNF       | niet gefinisht |
| Kazumasa Hirai    | -60kg (m)   | Brons     | 275kg          |
| Takashi Saito     | -60kg (m)   | 4e        | 262,5kg        |
| Yusaku Ono        | -67,5kg (m) | DNF       | niet gefinisht |
| Yatsuo Shimaya    | -67,5kg (m) | 5e        | 292,5kg        |
| Sueo Fujishiro    | -82,5kg (m) | 7e        | 315kg          |

### Handbal

#### Mannen
| Olympiër | Onderdeel | Resultaat | Prestatie |
| --- | --------- | --------- | --- |
| Hiroshi Hanawa Hiroshi Honda Kenichi Sasaki Kenji Fujinaka Kozo Matsubara Masaki Shibata Minoru Kino Satoshi Kikuchi Seimei Gamo Takezo Nakai Toyohiko Hozumi Yoji Sato | mannen    | 9e        | groep A: 5de V van Sovjet-Unie: 16-26 V van Bondsrepubliek Duitsland: 16-19 V van Denemarken: 17-21 V van Joegoslavië: 22-26 W van Canada: 25-19 9-10de plek: W van Verenigde Staten: 27-20 |

| Groep A |                          |             |             |             |             |            |            |            |        |
| #       | Land                     | Wedstrijden | Wedstrijden | Wedstrijden | Wedstrijden | Doelpunten | Doelpunten | Doelpunten | Punten |
| #       | Land                     | G           | W           | G           | V           | V          | T          | Saldo      | Punten |
| 1       | Sovjet-Unie              | 5           | 4           | 0           | 1           | 111        | 77         | +34        | 8      |
| 2       | Bondsrepubliek Duitsland | 5           | 4           | 0           | 1           | 97         | 73         | +21        | 8      |
| 3       | Joegoslavië              | 5           | 4           | 0           | 1           | 110        | 93         | +17        | 8      |
| 4       | Denemarken               | 5           | 2           | 0           | 3           | 92         | 102        | -10        | 4      |
| 5       | Japan                    | 5           | 1           | 0           | 4           | 96         | 111        | -15        | 2      |
| 6       | Canada                   | 5           | 0           | 0           | 5           | 75         | 122        | -147       | 0      |

| Ronde       | Datum    | Plaats                   | Land  | Score            | Land |
| ----------- | -------- | ------------------------ | ----- | ---------------- | ---- |
| Groepsfase  |          |                          |       |                  |      |
| 18 juli     | Montréal | Sovjet-Unie              | 26-16 | Japan            |      |
| 20 juli     | Montréal | Bondsrepubliek Duitsland | 19-16 | Japan            |      |
| 22 juli     | Montréal | Denemarken               | 21-17 | Japan            |      |
| 24 juli     | Montréal | Joegoslavië              | 26-22 | Japan            |      |
| 26 juli     | Montréal | Japan                    | 25-19 | Canada           |      |
| 9-10de plek |          |                          |       |                  |      |
| 27 juli     | Montreal | Japan                    | 27-20 | Verenigde Staten |      |

#### Vrouwen
| Olympiër | Onderdeel | Resultaat | Prestatie |
| --- | --------- | --------- | --- |
| Eiko Kawada Emiko Yamashita Hiroko Kosahara Hitomi Matsushita Kuriko Komori Mihoko Hozumi Mikiko Kato Nanami Kino Natsue Shimada Shoko Wada Terumi Kurata Tokuko Kubo | vrouwen   | 5e        | groepsfase: 5de V van Hongarije: 18-25 V van DDR: 10-24 V van Roemenië: 20-21 V van Sovjet-Unie: 9-31 W van Canada: 15-14 |

| Groep |             |             |             |             |             |            |            |            |        |
| #     | Land        | Wedstrijden | Wedstrijden | Wedstrijden | Wedstrijden | Doelpunten | Doelpunten | Doelpunten | Punten |
| #     | Land        | G           | W           | G           | V           | V          | T          | Saldo      | Punten |
| 1     | Sovjet-Unie | 5           | 5           | 0           | 0           | 92         | 40         | +52        | 10     |
| 2     | DDR         | 5           | 3           | 1           | 1           | 89         | 47         | +42        | 7      |
| 3     | Hongarije   | 5           | 3           | 1           | 1           | 85         | 55         | +30        | 7      |
| 4     | Roemenië    | 5           | 2           | 0           | 3           | 73         | 83         | -10        | 4      |
| 5     | Japan       | 5           | 1           | 0           | 4           | 72         | 115        | -43        | 2      |
| 6     | Canada      | 5           | 0           | 0           | 5           | 35         | 106        | -71        | 0      |

| Ronde      | Datum    | Plaats      | Land  | Score  | Land |
| ---------- | -------- | ----------- | ----- | ------ | ---- |
| Groepsfase |          |             |       |        |      |
| 20 juli    | Montréal | Hongarije   | 25-18 | Japan  |      |
| 22 juli    | Montréal | DDR         | 24-10 | Japan  |      |
| 24 juli    | Montréal | Roemenië    | 21-20 | Japan  |      |
| 26 juli    | Montréal | Sovjet-Unie | 31-9  | Japan  |      |
| 28 juli    | Montréal | Japan       | 15-14 | Canada |      |

### Judo
| Olympiër          | Onderdeel       | Resultaat | Prestatie |
| ----------------- | --------------- | --------- | --- |
| Yoshiha Minami    | -63kg (m)       | 12e       | 1ste ronde: vrij 2de ronde: V van FRA Delvingt |
| Koji Kuramoto     | -70kg (m)       | Zilver    | 1ste ronde: W van POR Roquete 2de ronde: W van ESP Rodríguez kwartfinale: W van GBR Morrison halve finale: W van FRA Vial finale: V van URS Nevzorov                   |
| Isamu Sonoda      | -80kg (m)       | Goud      | 1ste ronde: W van AUS Buganey 2de ronde: W van PRK Jong kwartfinale: W van KOR Park halve finale: W van FRG Marhenke finale: W van URS Dvoinikov                       |
| Kazuhiro Ninomiya | -93kg (m)       | Goud      | 1ste ronde: vrij 2de ronde: W van KUW Salem 3de ronde: W van PRK An kwartfinale: W van GDR Lorenz halve finale: W van SUI Röthlisberger finale: W van URS Kharshiladze |
| Sumio Endo        | +93kg (m)       | Brons     | 1ste ronde: V van URS Novikov herkansingen: W van PRK Pak herkansingen 2: W van YUG Kovacevic bronzen finale: W van GBR Remfry                                         |
| Haruki Uemura     | open klasse (m) | Goud      | 1ste ronde: vrij 2de ronde: W van PRK Pak kwartfinale: W van FRA Rougé halve finale: W van URS Tsjotsjisjvili finale: W van GBR Remfry                                 |

### Kanovaren
| Olympiër                      | Onderdeel     | Resultaat | Prestatie                                                                           |
| ----------------------------- | ------------- | --------- | ----------------------------------------------------------------------------------- |
| Atsunobu Ogata                | C-1 500m (m)  | 14e       | serie 1: 4de in 2.14,55 herkansingen: 4de in 2.11,66                                |
| Mitsuo Nakanishi              | C-1 1000m (m) | 15e       | serie 1: 8ste in 4.52,59 herkansingen: 5de in 4.40,96                               |
| Mitsuhide Hata Atsunobu Ogata | C-2 500m (m)  | DSQ       | serie 1: 8ste in 2.09,32 herkansingen: gediskwalificeerd                            |
| Mitsuhide Hata Atsunobu Ogata | C-2 1000m (m) | 12e       | serie 2: 6de in 4.05,72 herkansingen: 3de in 3.52,97 halve finale 3: 4de in 4.14,75 |

### Moderne vijfkamp
| Olympiër                                 | Onderdeel       | Resultaat | Prestatie    |
| ---------------------------------------- | --------------- | --------- | ------------ |
| Hiroyuki Kawazoe                         | individueel (m) | 40e       | 4591 punten  |
| Akira Kubo                               | individueel (m) | 37e       | 4700 punten  |
| Shoji Uchida                             | individueel (m) | 31e       | 4850 punten  |
| Hiroyuki Kawazoe Akira Kubo Shoji Uchida | team (m)        | 12e       | 14234 punten |

### Paardensport
| Olympiër                                                            | Onderdeel   | Resultaat | Prestatie         |
| Eventing                                                            | Eventing    | Eventing  | Eventing          |
| ------------------------------------------------------------------- | ----------- | --------- | ----------------- |
| Kenji Eto                                                           | individueel | DNF       | niet gefinisht    |
| Kenkichi Ishiguro                                                   | individueel | DNF       | niet gefinisht    |
| Gen Ueda                                                            | individueel | DNF       | niet gefinisht    |
| Kenji Eto Kenkichi Ishiguro Gen Ueda                                | team        | DNF       | niet gefinisht    |
| Springconcours                                                      |             |           |                   |
| Hirokazu Higashira                                                  | individueel | 30e       | 20 strafpunten    |
| Ryuichi Obata                                                       | individueel | 42e       | 47 strafpunten    |
| Tsunekazu Takeda                                                    | individueel | 39e       | 33 strafpunten    |
| Masayasu Sugitani Hirokazu Higashira Tsunekazu Takeda Ryuichi Obata | team        | 13e       | 67,25 strafpunten |

### Roeien
| Olympiër | Onderdeel | Resultaat | Prestatie                                                                     |
| --- | --------- | --------- | ----------------------------------------------------------------------------- |
| Tomiaki Iso Masanobu Yamamoto Kenji Kaneyasu Toshihai Kitaura Shiro Mataki Shigeru Miyagawa Takashi Murayama Hiroshi Toriba | acht (m)  | 11e       | serie 1: 6de in 1.08,11 herkansingen: 5de in 6.11,06 finale B: 5de in 6.33,33 |

### Schermen
| Olympiër                                                  | Onderdeel       | Resultaat | Prestatie                                                                               |
| --------------------------------------------------------- | --------------- | --------- | --------------------------------------------------------------------------------------- |
| Toshio Jingo                                              | floret (m)      | 36e       | 1ste ronde groep G: 3de met 3 overwinningen 2de ronde groep C: 6de met 0 overwinningen  |
| Masanori Kawatsu                                          | floret (m)      | 29e       | 1ste ronde groep H: 1ste met 4 overwinningen 2de ronde groep F: 5de met 2 overwinningen |
| Noriyuki Sato                                             | floret (m)      | 30e       | 1ste ronde groep C: 2de met 3 overwinningen 2de ronde groep E: 6de met 1 overwinning    |
| Masanori Kawatsu Hideaki Kamei Toshio Jingu Noriyuki Sato | floret team (m) | 9e        | 1ste ronde groep C: 3de met 1 overwinning                                               |
|                                                           |                 |           |                                                                                         |
| Yukari Kajihara                                           | floret (v)      | 40e       | 1ste ronde groep A: 5de met 1 overwinning                                               |
| Hideko Oka                                                | floret (v)      | 33e       | 1ste ronde groep G: 3de met 3 overwinningen 2de ronde groep F: 6de met 1 overwinning    |
| Mariko Yoshikawa                                          | floret (v)      | 46e       | 1ste ronde groep D: 5de met 0 overwinningen                                             |
| Hideko Oka Mariko Yoshikawa Hiroko Kamada Yukari Kajihara | floret team (v) | 10e       | 1ste ronde groep C: 3de met 0 overwinningen                                             |

### Schietsport
| Olympiër            | Onderdeel              | Resultaat | Prestatie                        |
| ------------------- | ---------------------- | --------- | -------------------------------- |
| Minoru Ito          | 50m geweer 3 houdingen | 41e       | 1124 punten: (390-354-380)       |
| Minoru Ito          | 50m geweer liggend     | 59e       | 589 punten: (97-96-100-99-98-99) |
| Takeshi Sugita      | 50m geweer liggend     | 82e       | 583 punten: (99-98-96-98-97-95)  |
| Shigetoshi Tashiro  | 50m pistool            | 22e       | 546 punten: (89-92-90-93-92-90)  |
| Yoshihisa Yoshikawa | 50m pistool            | 25e       | 545 punten: (94-90-87-91-92-91)  |
| Takeo Kamachi       | 25m snelvuurpistool    | 33e       | 580 punten: (199-199-182)        |
| Kanji Kubo          | 25m snelvuurpistool    | 30e       | 582 punten: (194-197-191)        |
| Taro Aso            | skeet                  | 41e       | 187 punten                       |
| Kazuyo Kato         | skeet                  | 35e       | 188 punten                       |
| Toshiyasu Ishige    | trap                   | 18e       | 177 punten                       |
| Jitsuka Matsuoka    | trap                   | 16e       | 178 punten                       |

### Schoonspringen
| Olympiër        | Onderdeel     | Resultaat | Prestatie                          |
| --------------- | ------------- | --------- | ---------------------------------- |
| Yoshino Nishide | 10m toren (m) | 16e       | voorronde: 16de met 450,75 punten  |
|                 |               |           |                                    |
| Fusako Kakumaru | 3m plank (v)  | 24e       | voorronde: 24ste met 330,54 punten |
| Rikiko Yamanaka | 3m plank (v)  | 18e       | voorronde: 18de met 381,96 punten  |
| Fusako Kakumaru | 10m toren (v) | 15e       | voorronde: 15de met 328,68 punten  |
| Rikiko Yamanaka | 10m toren (v) | 10e       | voorronde: 10de met 340,32 punten  |

### Turnen
| Olympiër                                                                              | Onderdeel                | Resultaat | Prestatie                                                          |
| ------------------------------------------------------------------------------------- | ------------------------ | --------- | ------------------------------------------------------------------ |
| Hiroshi Kajiyama                                                                      | sprong (m)               | Brons     | kwalificatie: 2de met 19,35 punten finale: 3de met 19,275 punten   |
| Mitsuo Tsukahara                                                                      | sprong (m)               | Zilver    | kwalificatie: 4de met 19,30 punten finale: 2de met 19,375 punten   |
| Sawao Kato                                                                            | vloer (m)                | 5e        | 19,250 punten                                                      |
| Eizo Kenmotsu                                                                         | vloer (m)                | 6e        | 19,100 punten                                                      |
| Sawao Kato                                                                            | paard voltige (m)        | 5e        | kwalificatie: 5de met 19,40 punten finale: 5de met 19,400 punten   |
| Eizo Kenmotsu                                                                         | paard voltige (m)        | Zilver    | kwalificatie: 2de met 19,55 punten finale: 2de met 19,575 punten   |
| Sawao Kato                                                                            | ringen (m)               | 6e        | kwalificatie: 7de met 19,25 punten finale: 6de met 19,125 punten   |
| Eizo Kenmotsu                                                                         | ringen (m)               | 5e        | kwalificatie: 7de met 19,25 punten finale: 5de met 19,175 punten   |
| Sawao Kato                                                                            | brug (m)                 | Goud      | kwalificatie: 1ste met 19,55 punten finale: 1ste met 19,675 punten |
| Mitsuo Tsukahara                                                                      | brug (m)                 | Brons     | kwalificatie: 3de met 19,35 punten finale: 3de met 19,475 punten   |
| Eizo Kenmotsu                                                                         | rekstok (m)              | Zilver    | kwalificatie: 2de met 19,50 punten finale: 2de met 19,500 punten   |
| Mitsuo Tsukahara                                                                      | rekstok (m)              | Goud      | kwalificatie: 1ste met 19,65 punten finale: 1ste met 19,675 punten |
| Shun Fujimoto                                                                         | individuele meerkamp (m) | 89e       | kwalificatie: 89ste met 84,55 punten                               |
| Hisato Igarashi                                                                       | individuele meerkamp (m) | 40e       | kwalificatie: 40ste met 113,55 punten                              |
| Hiroshi Kajiyama                                                                      | individuele meerkamp (m) | 5e        | kwalificatie: 5de met 115,25 punten finale: 5de met 115,425 punten |
| Sawao Kato                                                                            | individuele meerkamp (m) | Zilver    | kwalificatie: 2de met 115,90 punten finale: 2de met 115,650 punten |
| Eizo Kenmotsu                                                                         | individuele meerkamp (m) | 37e       | kwalificatie: 37ste met 115,15 punten                              |
| Mitsuo Tsukahara                                                                      | individuele meerkamp (m) | Brons     | kwalificatie: 3de met 115,75 punten finale: 3de met 115,750 punten |
| Shun Fujimoto Sawao Kato Hiroshi Kajiyama Mitsuo Tsukahara Eizo Kenmotsu              | meerkamp team (m)        | Goud      | 576,850 punten                                                     |
|                                                                                       |                          |           |                                                                    |
| Miyuki Hironaka                                                                       | individuele meerkamp (v) | 20e       | 75,300 punten                                                      |
| Chieko Kikkawa                                                                        | individuele meerkamp (v) | 53e       |                                                                    |
| Kyoko Mano                                                                            | individuele meerkamp (v) | 65e       |                                                                    |
| Sakiko Nozawa                                                                         | individuele meerkamp (v) | 57e       |                                                                    |
| Satoko Okazaki                                                                        | individuele meerkamp (v) | 30e       | 74,450 punten                                                      |
| Nobue Yamazaki                                                                        | individuele meerkamp (v) | 34e       | 73,925 punten                                                      |
| Miyuki Hironaka Chieko Kikkawa Kyoko Mano Sakiko Nozawa Satoko Okazaki Nobue Yamazaki | meerkamp team (v)        | 8e        | 372,100 punten                                                     |

### Volleybal

#### Mannen
| Olympiër | Onderdeel | Resultaat | Prestatie |
| --- | --------- | --------- | --- |
| Taka Maruiyama Katsutoshi Nekoda Katsumi Oda Tetsuo Nishimoto Yassunori Yassuda Yoshi Fukao Shoichi Yanagimoto Mikiyasu Tanaka Tadayoshi Yokota Seiji Ohko Kinji Shimaoka Tetsuo Sato | zaal (m)  | 4e        | groep B: 2de W van Italië: 3-0 (15-6, 15-2, 15-6) W van Brazilië: 3-0 (15-13, 15-8, 15-9) V van Sovjet-Unie: 0-3 (9-15, 10-15, 9-15) halve finale: V van Polen: 2-3 (17-15, 6-15, 6-15, 15-10, 10-15) bronzen finale: V van Cuba: 0-3 (8-15, 9-15, 8-15) |

| Groep B |             |             |             |             |             |             |             |        |        |        |        |
| #       | Land        | Wedstrijden | Wedstrijden | Wedstrijden | Wedstrijden | Wedstrijden | Wedstrijden | Punten | Punten | Punten | Punten |
| #       | Land        | G           | W           | V           | SW          | SV          | SR          | SPW    | SPL    | Saldo  | Punten |
| 1       | Sovjet-Unie | 3           | 3           | 0           | 9           | 0           | +9          | 135    | 63     | +72    | 6      |
| 2       | Japan       | 3           | 2           | 1           | 6           | 3           | +3          | 118    | 89     | +29    | 5      |
| 3       | Brazilië    | 3           | 1           | 2           | 3           | 8           | -5          | 118    | 142    | -24    | 4      |
| 4       | Italië      | 3           | 0           | 3           | 2           | 9           | -7          | 81     | 158    | -77    | 3      |

| Ronde        | Datum    | Plaats      | Land | Score    | Land |
| ------------ | -------- | ----------- | ---- | -------- | ---- |
| Groepsfase   |          |             |      |          |      |
| 20 juli      | Montréal | Japan       | 3-0  | Italië   |      |
| 22 juli      | Montréal | Japan       | 3-0  | Brazilië |      |
| 25 juli      | Montréal | Sovjet-Unie | 3-0  | Japan    |      |
| Halve finale |          |             |      |          |      |
| 29 juli      | Montréal | Polen       | 3-2  | Japan    |      |
| 7-8de plek   |          |             |      |          |      |
| 30 juli      | Montréal | Cuba        | 0-3  | Japan    |      |

#### Vrouwen
| Olympiër | Onderdeel | Resultaat | Prestatie |
| --- | --------- | --------- | --- |
| Yuko Arakida Takako Iida Katsuko Kanesaka Kiyomi Kato Echiko Maeda Noriko Matsuda Mariko Okamoto Takako Shirai Shoko Takayanagi Hiromi Yano Juri Yokoyama Mariko Yoshida | zaal (v)  | Goud      | groep A: 1ste W van Hongarije: 3-0 (15-6, 15-3, 15-4) W van Peru: 3-0 (15-7, 15-4, 15-9) W van Canada: 3-0 (15-6, 15-2, 15-2) halve finale: W van Zuid-Korea: 3-0 (15-13, 15-6, 15-5) finale: W van Sovjet-Unie: 3-0 (15-7, 15-8, 15-2) |

| Groep A |           |             |             |             |             |             |             |        |        |        |        |
| #       | Land      | Wedstrijden | Wedstrijden | Wedstrijden | Wedstrijden | Wedstrijden | Wedstrijden | Punten | Punten | Punten | Punten |
| #       | Land      | G           | W           | V           | SW          | SV          | SR          | SPW    | SPL    | Saldo  | Punten |
| 1       | Japan     | 3           | 3           | 0           | 9           | 0           | +9          | 135    | 43     | +92    | 6      |
| 2       | Hongarije | 3           | 2           | 1           | 6           | 5           | +1          | 120    | 132    | -12    | 5      |
| 3       | Peru      | 3           | 1           | 2           | 4           | 8           | -4          | 124    | 154    | -30    | 4      |
| 4       | Canada    | 3           | 0           | 3           | 3           | 9           | -6          | 113    | 163    | -50    | 3      |

| Ronde        | Datum    | Plaats    | Land | Score       | Land |
| ------------ | -------- | --------- | ---- | ----------- | ---- |
| Groepsfase   |          |           |      |             |      |
| 19 juli      | Montréal | Hongarije | 0-3  | Japan       |      |
| 21 juli      | Montréal | Peru      | 0-3  | Japan       |      |
| 23 juli      | Montréal | Japan     | 3-0  | Canada      |      |
| Halve finale |          |           |      |             |      |
| 29 juli      | Montréal | Japan     | 3-0  | Zuid-Korea  |      |
| Finale       |          |           |      |             |      |
| 30 juli      | Montréal | Japan     | 3-0  | Sovjet-Unie |      |

### Wielersport
| Olympiër                                                               | Onderdeel                     | Resultaat | Prestatie                                                                                        |
| Baan                                                                   | Baan                          | Baan      | Baan                                                                                             |
| ---------------------------------------------------------------------- | ----------------------------- | --------- | ------------------------------------------------------------------------------------------------ |
| Yoshikazu Cho                                                          | sprint (m)                    | 5e        | serie 8: W van DEN Fredborg: 11,21 2de ronde serie 6: 1ste kwartfinale 3: V van GDR Geschke: 0-2 |
| Yoshikazu Cho                                                          | tijdrit (m)                   | 17e       | 1.09,664                                                                                         |
| Yoichi Machishima                                                      | individuele achtervolging (m) | 15e       | kwalificatie: 14de in 4.59,20 2de ronde serie 6: V van NED Ponsteen                              |
| Yoichi Machishima Tadashi Ogasawara Yoshiaki Ogasawara Tsutomu Okabori | ploegenachtervolging (m)      | 15e       | kwalificatie: 14de in 4.37,03                                                                    |

### Worstelen
| Olympiër           | Onderdeel   | Resultaat   | Prestatie |
| Vrije stijl        | Vrije stijl | Vrije stijl | Vrije stijl |
| ------------------ | ----------- | ----------- | --- |
| Akira Kudo         | -48kg (m)   | Brons       | 1ste ronde: W van ITA Pollio 2de ronde: W van GDR Möbius 3de ronde: vrij 4de ronde: W van FRG Heckmann 5de ronde: W van PRK Li 6de ronde: G van URS Dmitriyev 7de ronde: V van BUL Isaev                   |
| Yuji Takada        | -52kg (m)   | Goud        | 1ste ronde: W van CAN Bertie 2de ronde: W van TUR Özdağ 3de ronde: W van BEL Mewis 4de ronde: W van POL Stecyk 5de ronde: W van HUN Gál 6de ronde: W van URS Ivanov 7de ronde: W van KOR Jeon              |
| Masao Arai         | -57kg (m)   | Brons       | 1ste ronde: W van BUL Dukov 2de ronde: W van PAK Ditta 3de ronde: W van USA Corso 4de ronde: W van PRK Li 5de ronde: V van URS Yumin 6de ronde: W van MGL Khoilogdorj 7de ronde: V van GDR Brüchert        |
| Kenkichi Maekawa   | -62kg (m)   | 7e          | 1ste ronde: W van ROU Coman 2de ronde: V van IRI Farahvashi 3de ronde: vrij 4de ronde: G van BUL Yankov |
| Yasaburo Sugawara  | -68kg (m)   | Brons       | 1ste ronde: W van TUR Sari 2de ronde: W van YUG Sejdi 3de ronde: V van USA Keaser 4de ronde: W van IRI Navaei 5de ronde: vrij 6de ronde: W van URS Pinigin                                                 |
| Jiichiro Date      | -74kg (m)   | Goud        | 1ste ronde: W van PUR Herrick 2de ronde: W van MGL Düvchin 3de ronde: W van GDR Hempel 4de ronde: W van KOR Yoo 5de ronde: W van ROU Pîrcălabu 6de ronde: W van USA Dziedzic 7de ronde: W van IRI Barzegar |
| Masaru Motegi      | -82kg (m)   | 8e          | 1ste ronde: V van BUL Abilov 2de ronde: W van NZL Aspin 3de ronde: W van MGL Gochoosüren 4de ronde: V van URS Novozhilov                                                                                   |
| Yoshiaki Yatsu     | -90kg (m)   | 10e         | 1ste ronde: W van IRI Soleimani 2de ronde: W van TUR Temiz 3de ronde: V van USA Peterson 4de ronde: V van ROU Morcov                                                                                       |
| Kazuo Shimizu      | -100kg (m)  | 10e         | 1ste ronde: W van IRI Soukhteh-Saraei 2de ronde: V van USA Hellinckson 3de ronde: W van FRG Stratz 4de ronde: V van BUL Kostov                                                                             |
| Yorihide Isogai    | +100kg (m)  | 6e          | 1ste ronde: W van ARG Braconi 2de ronde: V van CAN Geris 3de ronde: W van SEN Sakho 4de ronde: V van HUN Balla                                                                                             |
| Grieks-Romeins     |             |             | |
| Yoshite Moriwaki   | -48kg (m)   | 4e          | 1ste ronde: V van ROU Berceanu 2de ronde: W van IRI Rashid-Mohammadzadeh 3de ronde: W van CUB Valdes 4de ronde: W van CAN Kawasaki 5de ronde: V van URS Shumakov                                           |
| Koichiro Hirayama  | -52kg (m)   | Brons       | 1ste ronde: W van TUR Tabur 2de ronde: vrij 3de ronde: V van IRI Shirani 4de ronde: W van HUN Rácz 5de ronde: V van ROU Gingă 6de ronde: W van URS Konstantinov                                            |
| Yoshima Suga       | -57kg (m)   | 4e          | 1ste ronde: W van KOR An 2de ronde: V van POL Lipień 3de ronde: W van TCH Krysta 4de ronde: W van USA Sade 5de ronde: V van YUG Frgić                                                                      |
| Teruhiko Miyahara  | -62kg (m)   | 4e          | 1ste ronde: W van ITA Giuffrida 2de ronde: W van CAN Stupp 3de ronde: W van IRI Ghassab 4de ronde: V van HUN Réczi 5de ronde: W van ROU Păun 6de ronde: vrij 7de ronde: V van URS Davidyan                 |
| Takeshi Kobayashi  | -68kg (m)   | 14e         | 1ste ronde: V van KOR Kim 2de ronde: W van CAN McPhedran 3de ronde: V van ROU Rusu |
| Yasuo Nagatomo     | -74kg (m)   | 8e          | 1ste ronde: W van MGL Davaajav 2de ronde: V van ROU Ciobotaru 3de ronde: V van SWE Karlsson |
| Kazuhiro Takanishi | -82kg (m)   | 6e          | 1ste ronde: V van URS Cheboksarov 2de ronde: W van IRI Montazeralzohour 3de ronde: W van USA Chandler 4de ronde: W van FIN Manni 5de ronde: V van SWE Andersson                                            |
| Sadao Sato         | -90kg (m)   | 7e          | 1ste ronde: W van FRG Theobald 2de ronde: V van POL Kwieciński 3de ronde: V van URS Rezantsev |
| Yasunari Akiyama   | -100kg (m)  | 11e         | 1ste ronde: V van GDR Albrecht 2de ronde: V van NOR Hem |
| Seiji Matsunaga    | +100kg (m)  | 9e          | 1ste ronde: W van SEN Sakho 2de ronde: V van USA Lee |

### Zeilen
| Olympiër                         | Onderdeel       | Resultaat | Prestatie                            |
| -------------------------------- | --------------- | --------- | ------------------------------------ |
| Takaharu Hirozawa                | finn klasse     | 21e       | 133 punten: (25-16-16-9-16-20-20)    |
| Kazunori Komatsu Mitsushi Kuroda | 470             | 10e       | 95,7 punten: (14-10-12-11-8-13-6)    |
| Takumi Horiuchi Kazuo Hanaoka    | flying dutchman | 18e       | 132,0 punten: (14-18-10-17-19-19-18) |

### Zwemmen
| Olympiër                                                         | Onderdeel             | Resultaat | Prestatie                                                 |
| ---------------------------------------------------------------- | --------------------- | --------- | --------------------------------------------------------- |
| Kozo Higuchi                                                     | 100m vrije slag (m)   | 34e       | serie 1: 7de in 54,67                                     |
| Tsuyoshi Yanagidate                                              | 200m vrije slag (m)   | 34e       | serie 1: 5de in 1.58,04                                   |
| Tadashi Honda                                                    | 100m rugslag (m)      | 28e       | serie 1: 5de in 1.01,00                                   |
| Tateki Shinya                                                    | 100m schoolslag (m)   | 20e       | serie 1: 4de in 1.07,59                                   |
| Nobutaka Taguchi                                                 | 100m schoolslag (m)   | 12e       | serie 5: 2de in 1.04,65 halve finale 1: 6de in 1.05,69    |
| Tateki Shinya                                                    | 200m schoolslag (m)   | 19e       | serie 2: 5de in 2.26,16                                   |
| Nobutaka Taguchi                                                 | 200m schoolslag (m)   | 12e       | serie 3: 3de in 2.24,12                                   |
| Hideaki Hara                                                     | 100m vlinderslag (m)  | 9e        | serie 3: 3de in 56,57 halve finale 2: 5de in 56,52        |
| Shinsuke Kayama                                                  | 100m vlinderslag (m)  | 32e       | serie 6: 6de in 58,55                                     |
| Hideaki Hara                                                     | 200m vlinderslag (m)  | 15e       | serie 3: 3de in 2.04,68                                   |
| Shinsuke Kayama                                                  | 200m vlinderslag (m)  | 26e       | serie 1: 4de in 2.07,46                                   |
| Tsuyoshi Yanagidate                                              | 400m wisselslag (m)   | 16e       | serie 2: 3de in 4.39,27                                   |
| Tadashi Honda Nobutaka Taguchi Hideaki Hara Tsuyoshi Yanagidate  | 4x100m wisselslag (m) | 8e        | serie 2: 4de in 3.56,18 (NR) finale: 8ste in 3.54,74 (NR) |
|                                                                  |                       |           |                                                           |
| Sachiko Yamazaki                                                 | 100m vrije slag (v)   | 25e       | serie 2: 3de in 1.00,43                                   |
| Naoko Miura                                                      | 100m rugslag (v)      | 27e       | serie 4: 6de in 1.08,31                                   |
| Yoshimi Nishigawa                                                | 100m rugslag (v)      | 15e       | serie 5: 4de in 1.05,78 halve finale 2: 8ste in 1.06,46   |
| Naoko Miura                                                      | 200m rugslag (v)      | 14e       | serie 1: 4de in 2.22,28                                   |
| Yoshimi Nishigawa                                                | 200m rugslag (v)      | 17e       | serie 1: 6de in 2.23,49                                   |
| Toshiko Haruoka                                                  | 100m schoolslag (v)   | 18e       | serie 5: 4de in 1.16,31                                   |
| Kazuyo Inaba                                                     | 100m schoolslag (v)   | 23e       | serie 2: 5de in 1.17,20                                   |
| Toshiko Haruoka                                                  | 200m schoolslag (v)   | 22e       | serie 5: 4de in 2.44,11                                   |
| Kazuyo Inaba                                                     | 200m schoolslag (v)   | 21e       | serie 2: 7de in 2.44,08                                   |
| Chiharu Mori                                                     | 200m schoolslag (v)   | 28e       | serie 3: 7de in 2.46,04                                   |
| Kuniko Banno                                                     | 100m vlinderslag (v)  | 16e       | serie 5: 3de in 1.03,66 halve finale 1: 8ste in 1.04,21   |
| Yasue Hatsuda                                                    | 100m vlinderslag (v)  | 13e       | serie 2: 2de in 1.03,32 halve finale 2: 7de in 1.03,33    |
| Kuniko Banno                                                     | 200m vlinderslag (v)  | 19e       | serie 5: 4de in 2.21,68                                   |
| Yasue Hatsuda                                                    | 200m vlinderslag (v)  | 14e       | serie 3: 4de in 2.18,03                                   |
| Yoshimi Nishigawa Toshiko Haruoka Yasue Hatsuda Sachiko Yamazaki | 4x100m wisselslag (v) | 7e        | serie 3: 3de in 4.25,81 (NR) finale: 7de in 4.23,47 (NR)  |

Amerikaanse Maagdeneilanden · Andorra · Antigua en Barbuda · Argentinië · Australië · Bahama's · Barbados · België · Belize · Bermuda · Bolivia · Bondsrepubliek Duitsland · Brazilië · Bulgarije · Canada · Chili · Colombia · Costa Rica · Cuba · Denemarken · Dominicaanse Republiek · Duitse Democratische Republiek · Ecuador · Egypte · Fiji · Filipijnen · Finland · Frankrijk · Griekenland · Groot-Brittannië · Guatemala · Haïti · Honduras · Hongarije · Hongkong · Ierland · IJsland · India · Indonesië · Iran · Israël · Italië · Ivoorkust · Jamaica · Japan · Joegoslavië · Kaaimaneilanden · Kameroen · Koeweit · Libanon · Liechtenstein · Luxemburg · Maleisië · Marokko · Mexico · Monaco · Mongolië · Nederland · Nederlandse Antillen · Nepal · Nicaragua · Nieuw-Zeeland · Noord-Korea · Noorwegen · Oostenrijk · Pakistan · Panama · Papoea-Nieuw-Guinea · Paraguay · Peru · Polen · Portugal · Puerto Rico · Roemenië · San Marino · Saoedi-Arabië · Senegal · Singapore · Sovjet-Unie · Spanje · Suriname · Thailand · Trinidad en Tobago · Tsjecho-Slowakije · Tunesië · Turkije · Uruguay · Venezuela · Verenigde Staten · Zuid-Korea · Zweden · Zwitserland